# Wahlen 1921
◄◄ | ◄ | 1917 | 1918 | 1919 | 1920 | Wahlen 1921 | 1922 | 1923 | 1924 | 1925 | ► | ►►

Weitere Ereignisse
Folgende Wahlen fanden 1921 unter anderem statt:
- am 23. Januar die Landtagswahl in Lippe
- am 20. Februar die Bürgerschaftswahl in Hamburg
- am 20. Februar die Landtagswahl in Preußen
- am 20. März die Volksabstimmung in Oberschlesien
- am 24. April die Landtagswahl in Niederösterreich
- am 15. Mai die Wahl in Italien
- am 22. Mai die Landtagswahl in Tirol
- am 19. Juni die Landtagswahl in Kärnten
- am 10. Juli Parlamentswahlen in Portugal (beide Kammern)
- am 10. und 26. September 1921 die Wahl zum Schwedischen Reichstag
- am 12. Oktober die Volksabstimmung in Pyrmont zum Anschluss an Preußen
- am 16. Oktober die Wahl in Berlin
- am 24. Oktober die Parlamentswahl in Norwegen
- am 20. November die Parlamentswahlen in Belgien
- am 27. November die Landtagswahl im Volksstaat Hessen
- am 6. Dezember die kanadische Unterhauswahl
- in Irland Wahlen zu beiden Unterhäusern: House of Commons of Northern Ireland und House of Commons of Southern Ireland